# Ак (река)
Ак (англ. Uck) — река в Великобритании, протекает по Восточному Суссексу. Длина Ака — 16 км. Площадь водосборного бассейна — 87,8 км².
Начинается в местности Хаггатс-Фернеси в холмах Хай-Уэлд на высоте 50 м над уровнем моря. Истоки реки находятся вблизи города Кроуборо. Течёт в юго-западном направлении. Река протекает через город Акфилд и впадает в реку Уз в Истфилд-Вейре. основные притоки — ручьи Литл-Хорстед-Стрим, Риджвуд-Стрим, Фрамфилд-Стрим и Тикеридж-Стрим — впадают слева.
Долина реки узкая, имеет крутые склоны, что приводит к наводнениям после дождей. В 2000 году Ак вышла из берегов, затопив большую часть Акфилда и его окрестностей. Во время наводнения 1960 года расход воды достигал 100—120 м³/с.
Зимой пойма Ака заболочена. Земли бассейна частично заняты лесами, частично используются в сельском хозяйстве. В реке водится пресноводная рыба.
Знаки, указывающие название реки (River Uck), часто подвергались вандализму, в результате чего городской совет установил знаки особой формы, которые ограничивают возможность вандалов добавлять букву «f» к слову «Uck».
Река упоминается в важной сцене романа Терри Пратчетта и Нила Геймана «Благие знамения».